# 垣花樋川

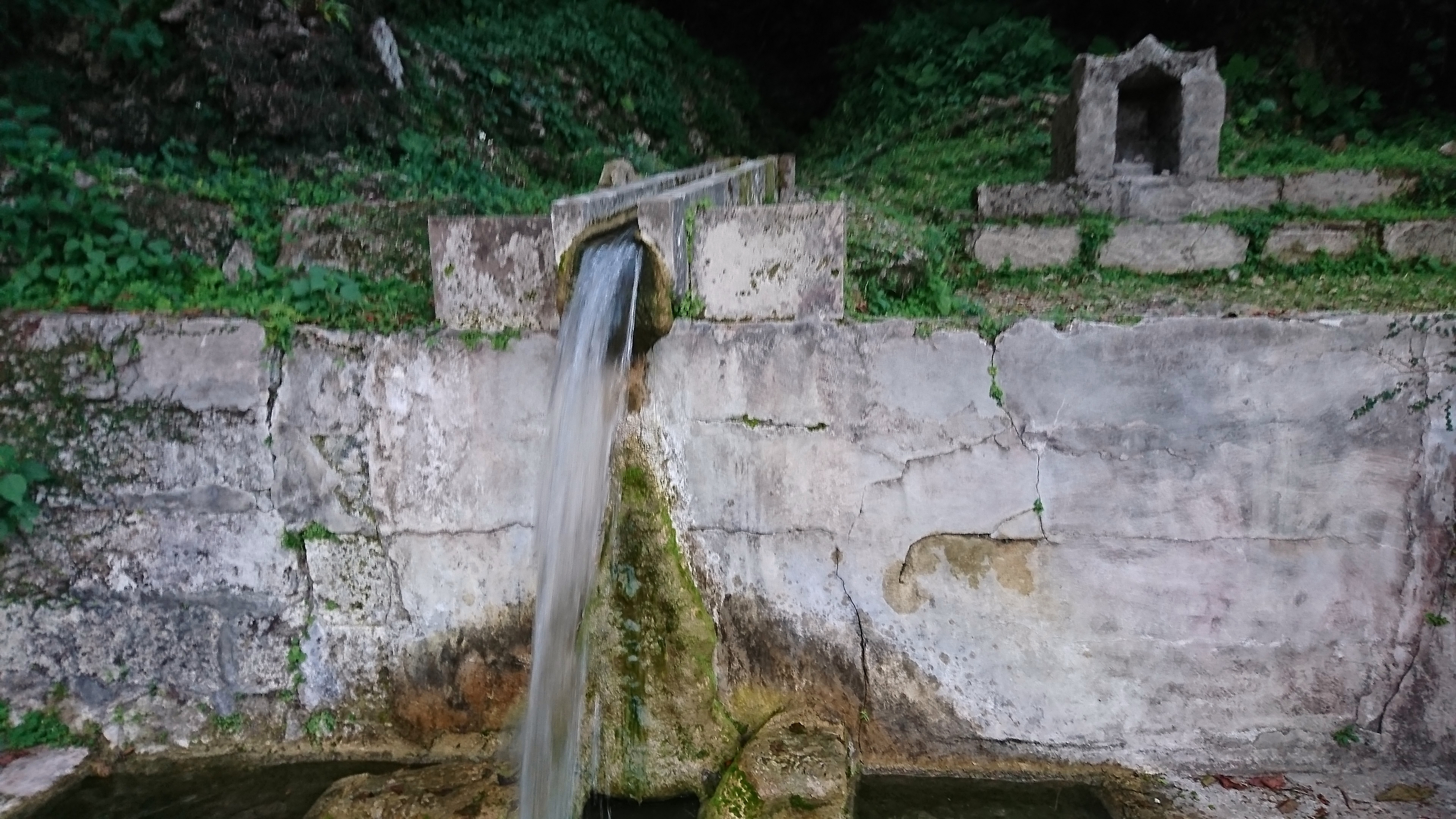
名水百選「垣花樋川」の湧水口

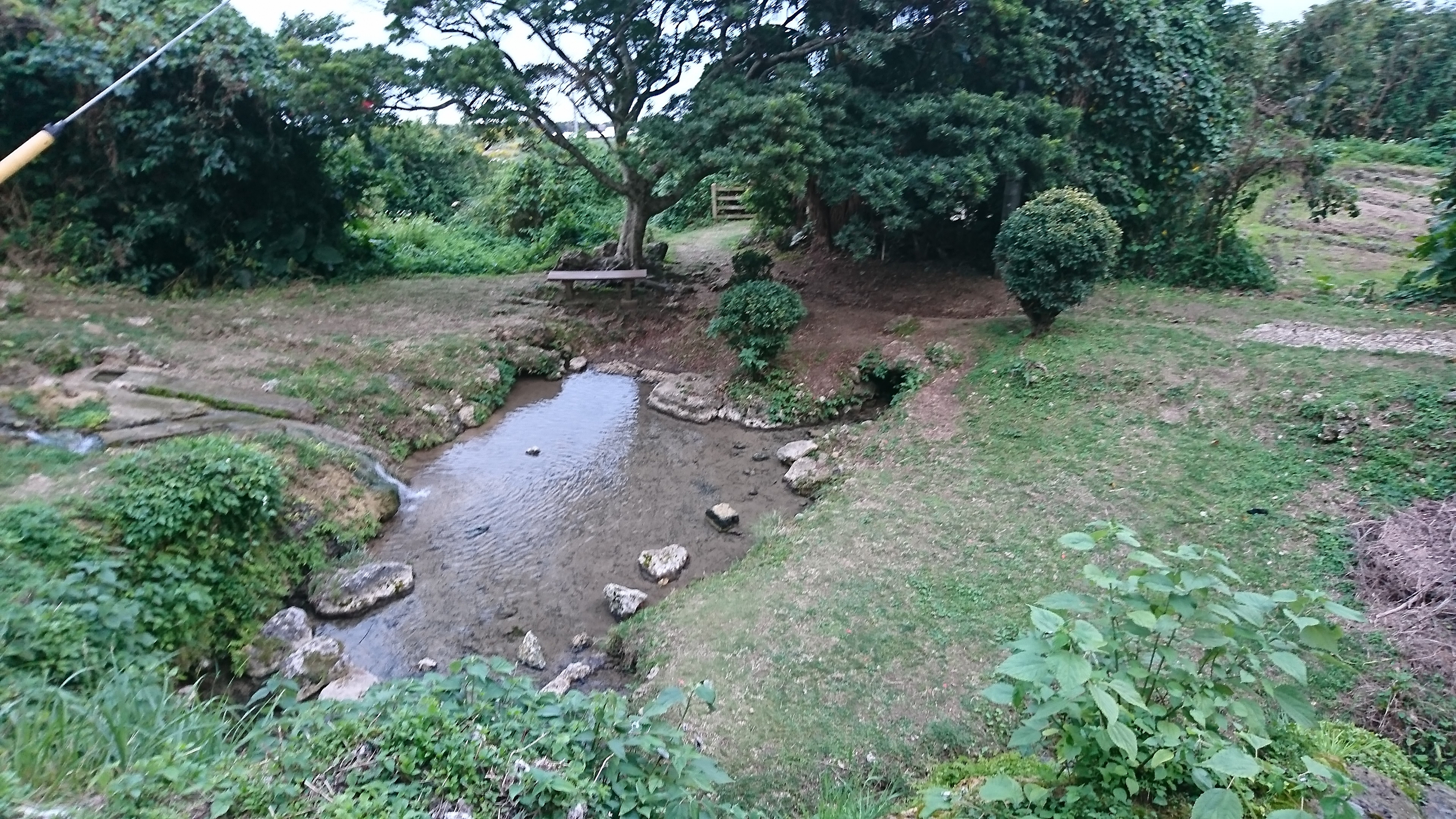
名水百選「垣花樋川」の源泉の池

垣花樋川（かきのはなひーじゃー）は、沖縄県南城市玉城字垣花にある湧水で、環境省により1985年（昭和60年）名水百選のひとつに選定された。

## 概要
湧水は垣花集落の崖の中腹に湧出する水をコンクリートの二箇所の水路に引いて流している。
右側から出る水を「男川・（いきががー）」、上流の左側からに位置する水路を「女川・（いなぐがー）」（がーとは川の事を言う）。
「女川」は下流から見えないように位置が工夫されていて沐浴のをするための場所であったと伝わっており、下流の浅い泉は「馬浴・（ウマアミシー）」で、馬に水を飲ませたり、体を洗ったりしていた。
二つの水路から流れた水は斜面を下り。その中傾斜の石畳道があり石畳の途中には女達が一息入れた中休み（ナカユクイ）石、上休み（上ユクイ）石が残っている。水路には琉球石灰水のため、石灰質の析出物が堆積している。

## 所在地
沖縄県南城市玉城字垣花

## 交通
- 那覇市⇒沖縄バス41番で直通、または沖縄バス・東陽バス南城行きに乗車し終点でNバスA・Dルートに乗り換え、「垣花」下車⇒徒歩5分
- 沖縄県道137号佐敷玉城線
- 国道331号